# Список эпизодов телесериала «Империя»
Список эпизодов американского телесериала «Империя».

## Обзор сезонов
| Сезон | Сезон | Эпизоды | Оригинальная дата выхода | Оригинальная дата выхода | Рейтинг Нильсена | Рейтинг Нильсена    |
| Сезон | Сезон | Эпизоды | Премьера сезона          | Финал сезона             | Ранк             | Зрители в США (млн) |
| ----- | ----- | ------- | ------------------------ | ------------------------ | ---------------- | ------------------- |
|       | 1     | 12      | 7 января 2015            | 18 марта 2015            | 5                | 17,33               |
|       | 2     | 18      | 23 сентября 2015         | 18 мая 2016              | 5                | 15,94               |
|       | 3     | 18      | 21 сентября 2016         | 24 мая 2017              | 23               | 10,37               |
|       | 4     | 18      | 27 сентября 2017         | 23 мая 2018              | 52               | 7.45                |
|       | 5     | 18      | 26 сентября 2018         | 8 мая 2019               | 68               | 6,28                |
|       | 6     | 18      | 24 сентября 2019         | 21 апреля 2020           | 80               | 4.04                |

## Список серий

### Сезон 1 (2015)
| № общий | № в сезоне | Название                                                         | Режиссёр         | Автор сценария               | Дата премьеры   | Зрители в США (млн) |
| --- | ---------- | ---------------------------------------------------------------- | ---------------- | ---------------------------- | --------------- | ------------------- |
| 1 | 1          | «Pilot» «Пилотный эпизод»                                        | Ли Дэниелс       | Ли Дэниелс и Дэнни Стронг    | 7 января 2015   | 9,90                |
| В пилотном эпизоде глава Empire Entertainment Люциус Лайон, планирующий вывести её на IPO, получает известия о приближающийся смерти из-за неизлечимой болезни. На этом фоне он объявляет своим трём сыновьям, что один из них в скором времени займет его пост. Одновременно с этим из тюрьмы после семнадцати лет за решеткой возвращается его бывшая жена Куки, которая хочет получить причитающуюся ей половину компании, созданную на заработанные ею деньги от наркоторговли. Двоюродный брат Куки и ближайший друг семьи Банки Кэмпбелл начинает шантажировать Люциуса, и тот убивает его. |            |                                                                  |                  |                              |                 |                     |
| 2 | 2          | «The Outspoken King» «Откровенный король»                        | Ли Дэниелс       | Дэнни Стронг                 | 14 января 2015  | 10,32               |
| Куки планирует публичный каминг-аут для своего сына Джамала, однако Люциус ломает её планы. Труп Банки находят в реке, вследствие чего вся семья проходит через ряд событий. |            |                                                                  |                  |                              |                 |                     |
| 3 | 3          | «The Devil Quotes Scripture» «Дьявол цитирует священное писание» | Санаа Хамри      | Айлин Чайкен и Джошуа Аллен  | 21 января 2015  | 11,07               |
| День похорон Банки омрачается подозрениями Люциуса в связи Куки с ФБР. Куки разыскивает своего старого друга и композитора Пуму (Кьюба Гудинг-младший), который был безответно влюблен в неё, и просит его написать песню для Джамала. Он присылает Куки песню, написанную о ней, однако когда Джамал исполняет её, Люциус хочет продать песню Джону Ледженду, так как когда то купил права у Пумы. Это оборачивается тем, что Джамал решает пойти против Люциуса и заполучить империю. |            |                                                                  |                  |                              |                 |                     |
| 4 | 4          | «False Imposition» «Ложное наложение»                            | Розмари Родригес | Венди Кэлхун                 | 28 января 2015  | 11,36               |
| Люциус хочет заполучить артиста с лейбла "Криидмор Рекордс", которым руководит его старый враг Билли Беретти (в прошлом и сделавший его звездой), в чем ему помогает Куки. Между этим Джамал пытается записывать собственную музыку, тогда как Тиана приходит к Куки, чтобы предложить ей стать её менеджером. |            |                                                                  |                  |                              |                 |                     |
| 5 | 5          | «Dangerous Bonds» «Опасные связи»                                | Джон Синглтон    | Малкольм Спэллман            | 4 февраля 2015  | 11,47               |
| После того, как Куки свидетельствует в суде против одного из своих бывших коллег по наркобизнесу, она получает анонимное послание, что пугает её. Она обращается к своей сестре из гетто Кэрол, которая сводит её с тем, кто расправится с отправителем. Джамал тем временем записывает в гетто первый сингл, а Ронда обнаруживает, что Тиана спит с женщиной, и сливает информацию прессе, чтобы разозлить Хакима. Андре решает сорвать запись Джамала, отправляя друзей-преступников Хакима ограбить его. |            |                                                                  |                  |                              |                 |                     |
| 6 | 6          | «Out, Damned Spot» «Проклятое место»                             | Майкл Энглер     | Эрик Хэйвуд                  | 11 февраля 2015 | 11,96               |
| Вернон оказался в весьма щекотливой ситуации. Люциус просит Куки заняться менеджментом Элль Даллас (Кортни Лав), бывшей первой звездой лейбла Империя. Отношения Джамала с Майклом подвергаются испытанием славой. В это же время приезжает бывшая жена Джамала Оливия с его маленькой дочерью. |            |                                                                  |                  |                              |                 |                     |
| 7 | 7          | «Our Dancing Days» «Пора танцевать»                              | Санаа Хамри      | Аттика Лок                   | 18 февраля 2015 | 13,02               |
| Между Хакимом и Джамалом возрастает напряжённость. В это время Аника и Куки пытаются совместно управлять компанией. Люциус хочет представить "Империю" как семейную компанию. Джамал начинает заниматься воспитанием дочери. Между Люциусом и Куки вспыхивает прежняя страсть, и возвратившаяся домой Аника застает их вместе, занимающимися любовью. |            |                                                                  |                  |                              |                 |                     |
| 8 | 8          | «The Lyon's Roar» «Рычанье льва»                                 | Дэнни Стронг     | Дэнни Стронг                 | 25 февраля 2015 | 13,90               |
| Аника сообщает Люциусу о его интрижке с Куки, и требует чтобы он объявил об их замужестве в ближайшие выходные. При этом, он обещает Куки оставить Анику. , Чтобы получить голоса совета директоров и стать генеральным директором Андре идёт на любые жертвы, но его отец предотвращает смену власти в лейбле. Джамал делает публичное признание о своей нетрадиционной ориентации. Хаким и Куки сближаются, и она предупреждает сына касательно его подруги Камиллы, пытающейся контролировать его творчество. Люциус выбирает Анику, и Куки в пылу мести сообщает ей о новых фактах измены будущего супруга после данного им обещания не расстраивать её. Аника выбрасывает обручальное кольцо и уходит из поместья Люциуса, перейдя работать к Билли Беретти. Андре пытается совершить самоубийство в студии звукозаписи, но пистолет даёт осечку. Люциус прекращает работу над альбомом Lyons Legacy из-за признания Джамала и разрушенного руками Куки брака с Аникой. |            |                                                                  |                  |                              |                 |                     |
| 9 | 9          | «Unto the Breach» «Империя в опасности»                          | Энтони Хемингуэй | Дэвид Рэмбо                  | 4 марта 2015    | 14,33               |
| Аника пытается переманить артистов "Империи" на "Криидмор Рекордс". Люциусу требуется помощь всех членов своей семьи. |            |                                                                  |                  |                              |                 |                     |
| 10 | 10         | «Sins Of The Father» «Грехи отца»                                | Роб Харди        | Эдди Гонсалес и Джереми Хафт | 11 марта 2015   | 14,90               |
| В ходе своего лечения, Андре завязыает новые отношения со своим врачом Мишель. На семейном торжестве Люциус предлагает Камилле деньги, чтобы она покинула его сына. |            |                                                                  |                  |                              |                 |                     |
| 11 | 11         | «Die But Once» «Двум смертям не бывать»                          | Марио Ван Пиблз  | Айлин Чайкен                 | 18 марта 2015   | 15,82               |
| Джамал с одобюрения отца становится новым исполнительным директором. Отношения между Куки и Малькольмом становятся известны Люциусу, и она лишается всего достигнутого в "Империи". Надзирающий врач обнаруживает, что диагноз Люциуса был неверным, и его истинная болезнь излечима. Под воздействием лекарств Люциус в присутствии Куки признаётся в убийстве Банки, и бывшая жена решает убить его. |            |                                                                  |                  |                              |                 |                     |
| 12 | 12         | «Who I Am» «Кто я такой»                                         | Дебби Аллен      | Дэнни Стронг и Айлин Чайкен  | 18 марта 2015   | 17,62               |
| Куки не удаётся убить Люциуса, и он лишает её всех постов в "Империи". Вместе с Андре, Аникой и Хакимом она решает осуществить принудительное поглощение лейбла. Вернон Тёрнер отказывается участвовать в этом, и в ходе потасовки с Андре умирает от удара Ронды. На концерте в свою честь Люциус готовится спеть новую песню, созданную вместе с Джамаллом, но его арестовывают за убийство Банки. Это негативно влияет на акции вышедшей на IPO "Империи". |            |                                                                  |                  |                              |                 |                     |

### Сезон 2 (2015—2016)
| № общий | № в сезоне | Название                                                                  | Режиссёр         | Автор сценария                        | Дата премьеры    | Зрители в США (млн) |
| ------- | ---------- | ------------------------------------------------------------------------- | ---------------- | ------------------------------------- | ---------------- | ------------------- |
| 13      | 1          | «The Devils Are Here» «Демоны все еще здесь»                              | Ли Дэниелс       | Дэнни Стронг и Айлин Чайкен           | 23 сентября 2015 | 16,18               |
| 14      | 2          | «Without a Country» «Без родины»                                          | Ди Рис           | Карлито Родригес                      | 30 сентября 2015 | 13,74               |
| 15      | 3          | «Fires of Heaven» «Небесный огонь»                                        | Крэйг Брюэр      | Аттика Локк                           | 7 октября 2015   | 13,10               |
| 16      | 4          | «Poor Yorick» «Бедный Йорик»                                              | Дэнни Стронг     | Дэнни Стронг                          | 14 октября 2015  | 12,22               |
| 17      | 5          | «Be True» «Будь честен»                                                   | Кевин Брэй       | Венди Кэлхун и Джанейка Джеймс        | 21 октября 2015  | 12,28               |
| 18      | 6          | «A High Hope for a Low Heaven» «Большие надежды на маленький клочок неба» | Марио Ван Пиблз  | Роберт Мунич                          | 28 октября 2015  | 11,68               |
| 19      | 7          | «True Love Never» «Истинная любовь никогда»                               | Сильвен Уайт     | Ингрид Эскахеда                       | 4 ноября 2015    | 11,20               |
| 20      | 8          | «My Bad Parts» «Мои плохие черты»                                         | Санаа Хамри      | Малкольм Спэллман                     | 18 ноября 2015   | 11,34               |
| 21      | 9          | «Sinned Against» «Грех против»                                            | Пол Маккрейн     | Эрик Хэйвуд                           | 25 ноября 2015   | 9,21                |
| 22      | 10         | «Et Tu, Brute?» «И ты, Брут?»                                             | Санаа Хамри      | Рада Бланк                            | 2 декабря 2015   | 11.81               |
| 23      | 11         | «Death Will Have His Day» «У смерти будет свой день»                      | Дэнни Стронг     | Дэнни Стронг                          | 30 марта 2016    | 12,46               |
| 24      | 12         | «A Rose by Any Other Name» «Роза любым другим именем»                     | Майкл Энглер     | Айлин Чайкен                          | 6 апреля 2016    | 11,34               |
| 25      | 13         | «The Tameness of a Wolf» «Послушность волка»                              | Пэрис Барклай    | Аттика Лок и Джошуа Аллен             | 13 апреля 2016   | 10,11               |
| 26      | 14         | «Time Shall Unfold» «Время раскрывается»                                  | Чериен Дабис     | Айанна Флойд Дэвис                    | 20 апреля 2016   | 9,56                |
| 27      | 15         | «More Than Kin» «Больше, чем родня»                                       | Санаа Хамри      | Эрик Хэйвуд и Малкольм Спэллман       | 27 апреля 2016   | 10,03               |
| 28      | 16         | «The Lyon Who Cried Wolf» «Лион, который кричал волк»                     | Миллисент Шелтон | Джошуа Аллен                          | 4 мая 2016       | 9,39                |
| 29      | 17         | «Rise by Sin» «Восхождение на грех»                                       | Пол Маккрейн     | Айанна Флойд Дэвис и Джейми Розенгард | 11 мая 2016      | 9,81                |
| 30      | 18         | «Past Is Prologue» «Прошлое — это пролог»                                 | Санаа Хамри      | Ли Дэниелс и Айлин Чайкен             | 18 мая 2016      | 10,88               |

### Сезон 3 (2016—2017)
| № общий | № в сезоне | Название                                             | Режиссёр          | Автор сценария                                                             | Дата премьеры    | Зрители в США (млн) |
| ------- | ---------- | ---------------------------------------------------- | ----------------- | -------------------------------------------------------------------------- | ---------------- | ------------------- |
| 31      | 1          | «Light in Darkness» «Свет во тьме»                   | Санаа Хамри       | Малкольм Спэллман и Джошуа Аллен                                           | 21 сентября 2016 | 10,87               |
| 32      | 2          | «Sin That Amends» «Грех, который лечит»              | Крэйг Брюэр       | Чериен Дабис и Карлито Родригес                                            | 28 сентября 2016 | 9,65                |
| 33      | 3          | «What Remains Is Bestial» «Остаётся лишь жестокость» | Миллисент Шелтон  | Диана Адему-Джон и Эрик Хэйвуд                                             | 5 октября 2016   | 9,25                |
| 34      | 4          | «Cupid Kills» «Купидон убивает»                      | Ханелль Калпеппер | Мэтт Пайкен и Аттика Лок                                                   | 12 октября 2016  | 9,27                |
| 35      | 5          | «One Before Another» «Один перед другим»             | Марио Ван Пиблз   | Джошуа Аллен и Карлито Родригес                                            | 9 ноября 2016    | 8,15                |
| 36      | 6          | «Chimes at Midnight» «Перезвоны в полночь»           | Санаа Хамри       | Чериен Дабис и Эрик Хэйвуд                                                 | 16 ноября 2016   | 8,39                |
| 37      | 7          | «What We May Be» «Что мы можем быть»                 | Кевин Брэй        | Диана Адему-Джон и Малкольм Спэллман                                       | 30 ноября 2016   | 7,84                |
| 38      | 8          | «The Unkindest Cut» «Незваный отрезок»               | Денни Гордон      | Аттика Лок и Джейми Розенгард                                              | 7 декабря 2016   | 7,00                |
| 39      | 9          | «A Furnace for Your Foe» «Печь для вашего врага»     | Санаа Хамри       | Айлин Чайкен и Мэтт Пайкен                                                 | 14 декабря 2016  | 7,58                |
| 40      | 10         | «Sound and Fury» «Звук и ярость»                     | Крэйг Брюэр       | Эрик Хэйвуд и Карлито Родригес                                             | 22 марта 2016    | 7,95                |
| 41      | 11         | «Play On» «Играть»                                   | Бенни Бум         | Сюжет : Малкольм Спэллман Телесценарий : Джанейка Джеймс и Джашейка Джеймс | 29 марта 2016    | 6,91                |
| 42      | 12         | «Strange Bedfellows» «Странные друзья»               | Билли Вудофф      | Мэтт Пайкен и Аттика Лок                                                   | 5 апреля 2016    | 6,35                |
| 43      | 13         | «My Naked Villainy» «Мой обнаженный злодей»          | Чериен Дабис      | Джошуа Аллен и Джейми Розенгард                                            | 12 апреля 2016   | 6,59                |
| 44      | 14         | «Love is a Smoke» «Любовь — это дым»                 | Триша Брок        | Диана Адему-Джон и Чериен Дабис                                            | 26 апреля 2017   | 6,31                |
| 45      | 15         | «Civil Hands Unclean» «Гражданские руки нечисты»     | Ховард Дойч       | Айлин Чайкен и Карлито Родригес                                            | 3 мая 2017       | 5,60                |
| 46      | 16         | «Absent Child» «Отсутствующий ребёнок»               | Миллисент Шелтон  | Аттика Лок и Малкольм Спэллман                                             | 10 мая 2017      | 6,32                |
| 47      | 17         | «Toll & Trouble, Pt. 1» «Беды и потери, ч. 1»        | Крэйг Брюэр       | Диана Адему-Джон и Эрик Хэйвуд                                             | 17 мая 2017      | 6,14                |
| 48      | 18         | «Toll & Trouble, Pt. 2» «Беды и потери, ч. 2»        | Санаа Хамри       | Айлин Чайкен и Джошуа Аллен                                                | 24 мая 2017      | 6,94                |

### Сезон 4 (2017—2018)
| № общий | № в сезоне | Название                                                                    | Режиссёр         | Автор сценария                                                                 | Дата премьеры    | Зрители в США (млн) |
| ------- | ---------- | --------------------------------------------------------------------------- | ---------------- | ------------------------------------------------------------------------------ | ---------------- | ------------------- |
| 49      | 1          | «Noble Memory» «Благородная память»                                         | Санаа Хамри      | Бретт Махони                                                                   | 27 сентября 2017 | 7,05                |
| 50      | 2          | «Full Circle» «Круг замкнулся»                                              | Крэйг Брюэр      | Крэйг Брюэр и Эрик Хэйвуд                                                      | 4 октября 2017   | 5,89                |
| 51      | 3          | «Evil Manners» «Дурные манеры»                                              | Билли Вудофф     | Мэтт Пайкен и Карлито Родригес                                                 | 11 октября 2017  | 5,93                |
| 52      | 4          | «Bleeding War» «Кровавая война»                                             | Санаа Хамри      | Диана Адему-Джон и Джейми Розенгард                                            | 18 октября 2017  | 5,65                |
| 53      | 5          | «The Fool» «Глупец»                                                         | Ховард Дойч      | Джанейка Джеймс и Джашейка Джеймс                                              | 8 ноября 2017    | 5,40                |
| 54      | 6          | «Fortune Be Not Crost» «Да не покинет удача»                                | Санаа Хамри      | Джошуа Аллен и Дианна Хьюстон                                                  | 15 ноября 2017   | 6,05                |
| 55      | 7          | «The Lady Doth Protest» «Леди Дот против»                                   | Карен Гавиола    | Мэтт Пайкен и Эрик Хэйвуд                                                      | 29 ноября 2017   | 5,05                |
| 56      | 8          | «Cupid Painted Blind» «Слепой купидон»                                      | Элизабет Аллен   | Карлито Родригес & Дайан Адему-Джон                                            | 6 декабря 2017   | 5.68                |
| 57      | 9          | «Slave to Memory» «Раб памяти»                                              | Санаа Хамри      | Дайян Хьюстон & Джошуа Аллен                                                   | 13 декабря 2017  | 5.95                |
| 58      | 10         | «Birds in the Cage» «Птица в клетке»                                        | Крэйг Брюэр      | Крэйг Брюэр                                                                    | 28 марта 2018    | 6.22                |
| 59      | 11         | «Without Apology» «Без извинений»                                           | Дайян Хьюстон    | Джошуа Аллен & Мэтт Пикен                                                      | 4 апреля 2018    | 5.57                |
| 60      | 12         | «Sweet Sorrow» «Сладкая печаль»                                             | Эрик Хэйвуд      | Эрик Хэйвуд & Джейми Розенгард                                                 | 11 апреля 2018   | 5.91                |
| 61      | 13         | «Of Hardiness is Mother» «Зимостойкость это мать»                           | Крэйг Брюэр      | Дайян Хьюстон & Карлито Родригес                                               | 18 апреля 2018   | 5.41                |
| 62      | 14         | «False Face» «Фальшивое лицо»                                               | Миллисент Шелтон | История: Дайан Адему-Джон Телеадаптация: Джейнья Джеймс & ДжэШейка Ашел Джеймс | 25 апреля 2018   | 5.34                |
| 63      | 15         | «A Lean and Hungry Look» «Худой и голодный взгляд»                          | Билле Вудрафф    | Джошуа Аллен & Мэтт Пикен                                                      | 2 мая 2018       | 5.28                |
| 64      | 16         | «Fair Terms» «Справедливые условия»                                         | Джусси Смоллетт  | Дайян Хьюстон & Джейми Розенгард                                               | 9 мая 2018       | 5.02                |
| 65      | 17         | «Bloody Noses and Crack'd Crowns» «Окровавленные носы и треснувшие коронки» | Ховард Дойч      | Карлито Родригес                                                               | 16 мая 2018      | 5.14                |
| 66      | 18         | «The Empire Unpossess'd» «Империя распоясалась»                             | Крэйг Брюэр      | Бретт Махони & Джошуа Аллен                                                    | 23 мая 2018      | 5.30                |

### Сезон 5 (2018—2019)
| № общий | № в сезоне | Название                                                                                          | Режиссёр      | Автор сценария                     | Дата премьеры    | Зрители (млн) |
| ------- | ---------- | ------------------------------------------------------------------------------------------------- | ------------- | ---------------------------------- | ---------------- | ------------- |
| 67      | 1          | «Steal from the Thief» «Украсть у вора»                                                           | Санаа Хамри   | Дайян Хьюстон & Бретт Махони       | 26 сентября 2018 | 6.09          |
| 68      | 2          | «Pay for Their Presumptions» «Заплатите за свои презумпции»                                       | Джон Крокидас | Карлито Родригес & Иоланда Лоуренс | 3 октября 2018   | 5.09          |
| 69      | 3          | «Pride» «Гордость»                                                                                | Неизвестно    | Неизвестно                         | 10 октября 2018  | 5.15          |
| 70      | 4          | «Love All, Trust a Few» «Любите всем, доверяйте немногим»                                         | Неизвестно    | Неизвестно                         | 17 октября 2018  | 5.21          |
| 71      | 5          | «The Depth of Grief» «Глубина горя»                                                               | Неизвестно    | Неизвестно                         | 31 октября 2018  | 4.23          |
| 72      | 6          | «What is Done» «Что сделано»                                                                      | Неизвестно    | Неизвестно                         | 7 ноября 2018    | 5.01          |
| 73      | 7          | «Treasons, Stratagems, and Spoils» «Измена, хитрость и портит»                                    | Неизвестно    | Неизвестно                         | 14 ноября 2018   | 4.89          |
| 74      | 8          | «Master of What is Mine Own» «Хозяин того, что принадлежит мне»                                   | Неизвестно    | Неизвестно                         | 28 ноября 2018   | 5.03          |
| 75      | 9          | «Had It from My Father» «Получил его от моего отца»                                               | Неизвестно    | Неизвестно                         | 5 декабря 2018   | 5.04          |
| 76      | 10         | «My Fault is Past» «Моя вина осталась в прошлом»                                                  | Неизвестно    | Неизвестно                         | 13 марта 2019    | 4.40          |
| 77      | 11         | «In Loving Virtue» «В любви сила»                                                                 | Неизвестно    | Неизвестно                         | 20 марта 2019    | 3.98          |
| 78      | 12         | «Shift and Save Yourself» «Сдвиг и спасти себя»                                                   | Неизвестно    | Неизвестно                         | 27 марта 2019    | 3.97          |
| 79      | 13         | «Hot Blood, Hot Thoughts, Hot Deeds» «Горячая кровь, горячие мысли, горячие дела»                 | Неизвестно    | Неизвестно                         | 3 апреля 2019    | 4.12          |
| 80      | 14         | «Without All Remedy» «Без всяких мер»                                                             | Неизвестно    | Неизвестно                         | 10 апреля 2019   | 3.76          |
| 81      | 15         | «A Wise Father That Knows His Own Child» «Мудрый отец, который знает своего собственного ребенка» | Неизвестно    | Неизвестно                         | 17 апреля 2019   | 3.76          |
| 82      | 16         | «Never Doubt I Love» «Никогда не сомневайтесь что я люблю»                                        | Неизвестно    | Неизвестно                         | 24 апреля 2019   | 3.77          |
| 83      | 17         | «My Fate Cries Out» «Моя судьба кричит»                                                           | Неизвестно    | Неизвестно                         | 1 мая 2019       | 3.73          |
| 84      | 18         | «The Roughest Day» «Самый тяжелый день»                                                           | Неизвестно    | Неизвестно                         | 8 мая 2019       | 4.09          |

### Сезон 6 (2019 - 2020)
| № общий | № в сезоне | Название                                                      | Режиссёр        | Автор сценария               | Дата премьеры    | Произв. код | Зрители в США (млн) |
| --- | ---------- | ------------------------------------------------------------- | --------------- | ---------------------------- | ---------------- | ----------- | ------------------- |
| 85 | 1          | «What Is Love» «Что такое любовь»                             | Санаа Хамри     | Бретт Махони & Дайян Хьюстон | 24 сентября 2019 | 601         | 3.31                |
| Люциус, который сейчас находится в розыске, скрывается от федералов. Куки постоянно занята, сосредоточившись на своем бренде за пределами Империи, который теперь включает в себя дневное ток-шоу и общественный центр. Андре, в настоящее время сидящий на троне Империи, сталкивается с несколькими людьми, которые теперь хотят войти в компанию, и Хаким нацеливается на главную роль в фильме "Первая ИМПЕРИЯ". Тем временем Бекки и Жизель ищут своего первого властного медиахудожника. |            |                                                               |                 |                              |                  |             |                     |
| 86 | 2          | «Got on My Knees to Pray» «Встал на колени, чтобы помолиться» | Марио Ван Пиблз | Индира Гибсон & Мэтт Пикен   | 1 октября 2019   | 602         | 2.94                |
| 87 | 3          | «You Broke Love» «Ты разбил любовь»                           | Неизвестно      | Неизвестно                   | 8 октября 2019   | 603         | 2.79                |
| 88 | 4          | «Tell the Truth» «Скажи правду»                               | Неизвестно      | Неизвестно                   | 15 октября 2019  | 604         | 2.74                |
| 89 | 5          | «Stronger Than My Rival» «Сильнее моего соперника»            | Неизвестно      | Неизвестно                   | 5 ноября 2019    | 605         | 2.48                |
| 90 | 6          | «Heart of Stone»                                              | Неизвестно      | Неизвестно                   | 12 ноября 2019   | 606         | 2.60                |
| 91 | 7          | «Good Enough»                                                 | Неизвестно      | Неизвестно                   | 19 ноября 2019   | 607         | 2.65                |
| 92 | 8          | «Do You Remember Me»                                          | Неизвестно      | Неизвестно                   | 26 ноября 2019   | 608         | 2.45                |
| 93 | 9          | «Remember the Music»                                          | Неизвестно      | Неизвестно                   | 3 декабря 2019   | 609         | 2.55                |
| 94 | 10         | «Cold Cold Man»                                               | Неизвестно      | Неизвестно                   | 17 декабря 2019  | 610         | 2.52                |
| 95 | 11         | «Can't Truss 'em»                                             | Неизвестно      | Неизвестно                   | 3 марта 2020     | 611         | 2.43                |
| 96 | 12         | «Talk Less»                                                   | Неизвестно      | Неизвестно                   | 10 марта 2020    | 612         | 1.89                |
| 97 | 13         | «Come Undone»                                                 | Неизвестно      | Неизвестно                   | 17 марта 2020    | 613         | 2.64                |
| 98 | 14         | «I Am Who I Am»                                               | Неизвестно      | Неизвестно                   | 24 марта 2020    | 614         | 2.72                |
| 99 | 15         | «Love Me Still»                                               | Неизвестно      | Неизвестно                   | 31 марта 2020    | 615         | 2.58                |
| 100 | 16         | «We Got Us»                                                   | Неизвестно      | Неизвестно                   | 7 апреля 2020    | 616         | 2.80                |
| 101 | 17         | «Over Everything»                                             | Неизвестно      | Неизвестно                   | 14 апреля 2020   | 617         | 2.69                |
| 102 | 18         | «Home Is on the Way»                                          | Неизвестно      | Неизвестно                   | 21 апреля 2020   | 618         | 2.94                |